# Тракенен (конезавод)

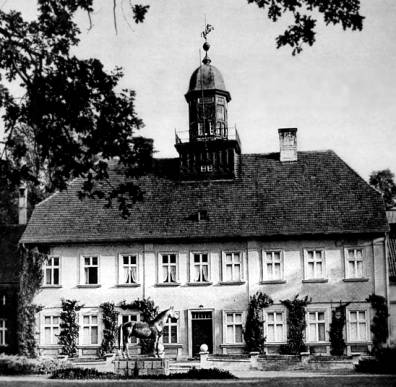
Дворец в конезаводе «Тракенен»

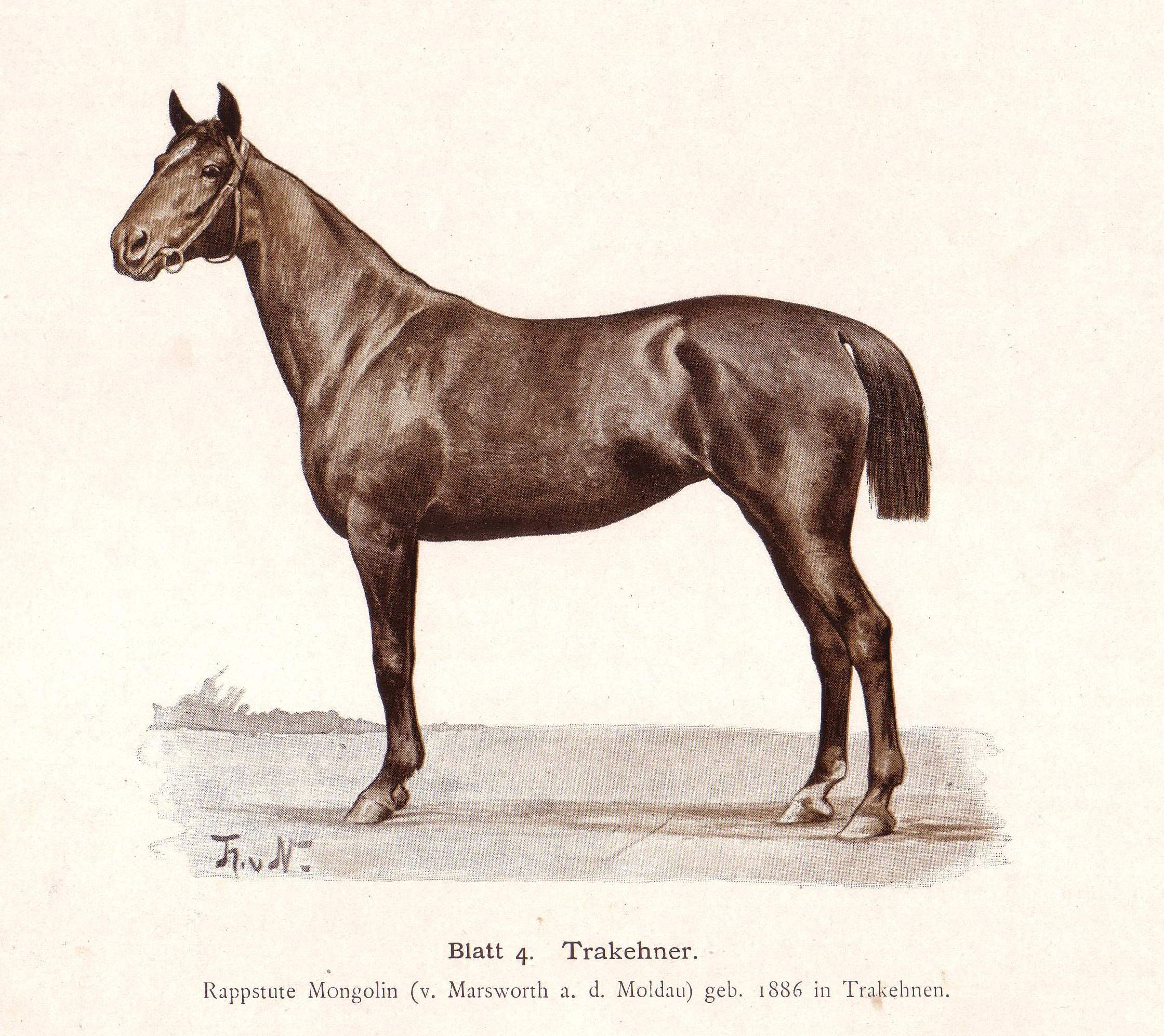
Портрет кобылы Монголин (1886)

Конезавод «Тракенен» (нем. Hauptgestüt Trakehnen) — бывший конезавод в имении Тракенен (Восточная Пруссия, ныне в Калининградской области); назван так в связи с тем, что был расположен на болотах близ Калининграда (в переводе с лит. trakis — «лес у болота»).

## История
В 1732 году король Фридрих Вильгельм I дал указание о создании королевского конного завода, который должен был поставлять лошадей для нужд двора и армии. Название земель, на которых расположился конезавод, перешло в название верховой породы лошадей.
После смерти короля, который не оставил в завещании указания по поводу завода, Тракенен перешёл в 1786 году в собственность государства.
Конезавод просуществовал вплоть до 1945 года, приобретя мировую известность.
Во время Второй мировой войны как Кёнигсберг, так и Тракенен были подвергнуты сильной бомбардировке авиацией союзников, и часть зданий была полностью разрушена. В настоящее время часть построек перешла в частную собственность, королевские конюшни давно стали телятниками, и лишь ворота и дворец напоминают о былой славе завода.

## Тракененская порода лошадей
Большая часть поголовья Тракененского конезавода была эвакуирована в СССР, в посёлок Целина Ростовской области, в конезавод им. С. М. Кирова, где эти лошади пережили сложную акклиматизацию. В настоящее время АО «Кировский конный завод» является крупнейшим конезаводом в мире — репродуктором по разведению Тракененской породы лошадей. С 1997 года в России существует Русская тракененская ассоциация (АТК России), объединившая более 100 заводчиков этой породы.
Большая часть лошадей из Восточной Пруссии (в том числе часть тракененских) была эвакуирована в Западную Германию, где немецкие селекционеры в 1947 году зарегистрировали «Союз любителей тракененской и восточно-прусской лошади» (нем. DTV — Deutsch Trakehner Verband) с товарным знаком двойной рог лося на левом бедре. Благодаря немецким селекционерам эта порода распространилась по всему миру и стала очень популярной. В настоящее время Головной Тракененский Союз Германии объединяет 13 стран. В рейтингах wbfsh тракененская лошадь входит вот уже на протяжении более 50 лет в лучшую двадцатку спортивных пород мира.
Всемирную славу русскому тракену принесла Елена Петушкова на вороном тракененском Пепле. Этот дуэт был олимпийским чемпионом, чемпионом мира и Европы в соревнованиях по выездке. Позднее Пепел использовался в качестве производителя.